# Várjobbágy

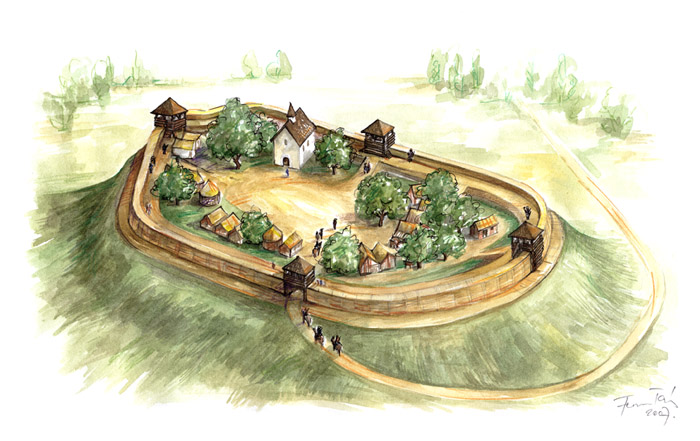
Az edelényi földvár rekonstruált képe

Várjobbágynak (latinul: iobagiones castri) hívták a Szent István-i államszervezés idején a királyi vármegyék egyik katonaelemét, akik csak hadiszolgálattal tartoztak a várbirtokból kapott szolgálati birtokukért, és az ispán vezetésével vonultak hadba. Hasonló elemek voltak az egyházi birtokok egyházi fegyveresei. Hozzájuk részben hasonló, de magasabb jogállású réteget alkottak a megyei udvarbirtokokon élő saját kisbirtokos királyi szerviensek, akik a király zászlaja alatt harcoltak.
Ezek a rétegek kiemelkedtek a munkával és szolgáltatással tartozó, legtöbbször szolga állapotú várnépek és szolgálónépek közül. Eredetük a honfoglalás kori harcos középréteg, ekkor is ők alkották a társadalom középrétegét, később egy részükből alakult ki a magyar nemesség alsó rétege, a köznemesség, másik része a jobbágyparasztság része lett, amelynek nevét is átadta.

## Jogállásuk, rétegződésük
A várjobbágyoknak nem volt az utódaikra szabadon örökíthető birtoka, hanem a várbirtokból részesültek szolgálati birtokban, amit azonban leszármazottjuk a szolgálattal együtt átvehetett. Nem az ispáni várban, hanem várjobbágyfalvakban éltek, ahol a várnépek közül 2-5 család gondoskodott az ellátásukról, ezért nekik termelőmunkát nem kellett végezniük, csak katonai szolgálattal tartoztak, valamint jogállásuktól függően adózniuk kellett, de ők is részesedtek a várnépek adóiból.
Eredetük szerint két réteget különböztethetünk meg közöttük. A felső réteg a valószínűleg még Géza fejedelem által széttelepített törzsi-nemzetségi szervezet katonai kíséretéből származott. Ők később szabad állapotukat Szent Istvánra vezették vissza, ezért a Szent Király szabadjainak, fiainak, jobbágyainak (liberi, filii, iobagiones Sancti Regis) is nevezték magukat, ami faluneveikben is tükröződött (Szentkirályszabadja). Az ő falvaik lehettek a magyar vagy a csatlakozott népek törzsi vagy népneveit viselő falvak is mint a Nyék, Megyer, Jenő, Kér, Keszi, Kürt, Gyarmat, Tarján, Tolmács, Ság, Varsány, Eszlár, Ladány, Besnyő, Kozár, Várkony, Oroszi, Horváti, Székely stb.). Alsó rétegük a 11-12. század folyamán a várnépek közül szabadult fel és lett keltjobbágyfiú (”iobagiones de canstrensibus excepti"). Kötelezettségeik között szerepelt az ispánnak nyújtandó szállás és ellátás (descensus). A két réteg elkülönült egymástól, a felső réteg nemzetségekbe szerveződve élt, a 13. századtól sorsuk különvált.
A várjobbágyok szabadsága – szemben az ún. közszabadsággal rendelkező királyi szerviensekkel – nem volt teljes, mert a várszervezeten keresztül a király tulajdonosi hatalma alá tartoztak. Szabad költözésüket például gátolta, hogy szolgálati birtokukat nem adhatták vagy cserélhették el szabadon. Voltak közöttük azonban olyanok, akik önként álltak be a várszervezetbe, bár volt kevés saját birtokuk, de abból megélni nem tudtak. Ilyenkor ezekkel a birtokokkal továbbra is önállóan rendelkeztek. Adomány vagy vásárlás útján is szaporíthatták saját birtokaikat.

## Kötelezettségeik
Legfontosabb kötelezettségük a személyes hadkötelezettség volt. A megyei hadsereg részét képzeték, az ispán vagy hadnagya vezetésével vonultak hadba. Az ispán helyettesei, a várnagy, a hadnagy és a „várbíró” és a várispánság egyéb tisztségviselői közülük kerültek ki. Ők voltak a tizedekbe és századokba szervezett, katonai tevékenységet vagy termelőmunkát végző várnépek tisztjei – tizedesei és száznagyai. Segédkeztek az ispán közigazgatási és bírói tevékenységében, elsősorban a várbirtokon.

## A csatlakozott népektől eredő csoportok
Eredetileg várnépek lehettek a szepesi lándzsásnemesek, akiket korábban gömörőröknek hívtak, és talán a kabarok közül származtak. Később valószínűleg mint keltjobbágyfiúk a várjobbágyok alsó rétegébe emelkedtek. 1318-ban említik őket először „tízlándzsásként” (nobiles sub decem lanceis constituti), azaz a prédiális nemesek közé kerültek.

## Utódaik a nemességben és a jobbágyságban
A szent király szabadjainak többnyire sikerült bejutniuk az új köznemességbe, szolgálati birtokukat örökbirtokká változtatva, zömükben belőlük kerültek ki a kuriális nemesek. A keltjobbágyfiúk a prédiális nemesség (nobilis praedialis) vagy a jobbágyság részei lettek.
Ha egy várjobbágyot a király a nemesek közé akart emelni, akkor első lépésként mindig a közszabadsággal ajándékozta meg.